# Borne Sulinowo
Borne Sulinowo (Duits: Groß Born) is een stad in het Poolse woiwodschap West-Pommeren, gelegen in de powiat Szczecinecki. De oppervlakte bedraagt 18,15 km², het inwonertal is 4044 (2005).

## Militaire geschiedenis
In de jaren 30 van de 20e eeuw, toen de plaats deel uitmaakte van Duitsland, realiseerde men hier een militaire basis en oefenterrein. Vanaf deze plek vielen de pantserdivisies van Heinz Guderian Polen binnen. Het Afrikakorps van Erwin Rommel trainde hier eveneens. Er waren kazernes voor troepen, een spoorlijn en een militair hospitaalcomplex. In het nabijgelegen Oflag IID Groß Born werden Franse, Poolse en Sovjet-krijgsgevangenen vastgehouden.
Aan het einde van de Tweede Wereldoorlog viel de basis nagenoeg ongeschonden in handen van de Sovjet-Unie. Omdat men de basis geheim wilde houden werd Borne Sulinowo van de landkaarten verwijderd. Voor 1991 was de basis alleen toegankelijk voor mensen met een speciale pas. Op het hoogtepunt van de Koude oorlog waren hier bijna 12.000 Sovjet-troepen gestationeerd.
Op 5 juni 1993 vond een symbolische ceremonie plaats, waarbij de stad werd overgedragen aan de Poolse burgerlijke autoriteiten en formeel werd heropend voor het publiek.
Borne Sulinowo is de hoofdplaats van de gemeente Borne Sulinowo.